# Мамі Кларк
Мамі Фіппс Кларк (1917–1983) — афро-американська громадянська активістка і психолог. Вивчала розвиток ідентичності і расової самосвідомості в дитинстві в контексті сегрегації в США. Разом з Кеннетом Кларком розробила один з найбільш класичних психологічних експериментів з розвитку расової свідомості: тест ляльок. Одна із піонерок консолідації американської соціальної психології ХХ століття.

## Життєпис
Меймі Фіппс Кларк народилася 18 квітня 1917 року в Арканзасі, США у родині домогосподарки і лікаря. Через расову дискримінацію відвідувала школи, що погано фінансувались.
З відзнакою закінчила Говардський університет, де познайомилась з психологом Кеннетом Кларком, з яким співпрацювала і взяла шлюб.
Магістерську дисертацію захистила на тему: «Розвиток самосвідомості у темношкірих дітей дошкільного віку». Кларк провела експеримент з картинками, який підтвердив, що раса є невід'ємною частиною самоідентифікації дитини. Кларк зрозуміла, що за допомогою психології можна довести хибність та злочинність практики расової сегрегації.
У 1943 захистила докторську дисертацію в Колумбійському університеті. Пізніше відкрила з чоловіком приватну практику допомоги афро-американським жителям та жителькам Нью-Йорку. Кларк була другою представницею афро-американців (першим був її чоловік), що стала докторкою наук в Колумбійському університеті.
З 1946 по 1979 рр. працювала директором Нортсайдсткого центру розвитку дітей.
Працювала консультанткою для бездомних афро-американських дівчат з Нью-Йорку в центрі Рівердейл-Хоум.

## Ляльковий експеримент
Мамі Фіппс Кларк разом з чоловіком провела так званий ляльковий експеримент, що став класикою експериментальної психології: подорожуючи країною, вони порівнювали відповіді сегрегованих і інтегрованих дітей на пропозицію двох ляльок (чорного та білого кольору) і питання: «З якою лялькою ти хочеш бавитись? Яка лялька красива? Яка лялька добра?». Було досліджено, що чорношкірі діти ідентифікують себе з чорною лялькою, але діти у сегрегованих школах говорили, що чорні ляльки негарні і погані, та відповідно вважали і себе поганими.
Кларки отримали вагомі докази, що сегрегація наносить психологічну шкоду темношкірим дітям та викликає у них ненависть до себе.
У 1954 році результати цього дослідження були використані у Верховному суді США у справі «Браун проти Ради з освіти», яка завершила практику сегрегації у школах.